# Britische Männer-Handballnationalmannschaft
Die britische Männer-Handballnationalmannschaft ist die Auswahlmannschaft der British Handball Association (BHA) und vertritt das Vereinigte Königreich bei internationalen Turnieren im Männerhandball.

## Hintergrund
Handball ist im Mutterland des Fußballs weitgehend unbekannt. Unter Handball werden im Englischen gewöhnlich Spiele wie Irish Handball oder American Handball verstanden. Hierbei handelt es sich aber um Rückschlagspiele, die eher dem Squash ähnlich sind. Namensgebend ist hierbei, dass der Ball mit der Hand gegen die Wände gespielt wird. Abgrenzend hierzu wird deshalb in Großbritannien, ähnlich wie in den USA, der Handballsport als Team Handball oder Olympic Handball bezeichnet.
Als am 6. Juli 2005 London den Zuschlag für die Olympischen Spiele 2012 bekam und Großbritannien als ausrichtendes Land automatisch für die Teilnahme am Turnier qualifiziert war, begannen intensive Aktivitäten, die britische Handballnationalmannschaft wieder zu gründen.

## Geschichte
In den 1970er und 1980er Jahren gab es bereits eine britische Männernationalmannschaft. Zwischen 1976 und 1988 nahm diese insgesamt sechsmal an der C-WM teil. Diese Turniere dienten als Vorqualifikation für die WM- und Olympiaqualifikationsturniere (B-WM). Dabei verloren die Briten 29 von insgesamt 30 Partien und belegten nur einmal nicht den letzten Platz in diesem Wettbewerb. Der einzige Sieg gelang 1984 mit einem 21:19 gegen die Auswahl der Färöer. Nach Abschaffung des Auf- und Abstiegssystems mit A-, B- und C-Weltmeisterschaften trat die britische Nationalmannschaft nicht mehr in Erscheinung und nahm fortan nicht mehr an den Qualifikationsrunden zu großen Turnieren teil. Rekordnationalspieler ist bis heute Mick Hegarty mit 55 Einsätzen.

## Aufbau der neuen Nationalmannschaft
Für den Zeitraum von 2006 bis 2009 wurde die BHA mit einem Budget von 3 Millionen Pfund Sterling, was umgerechnet etwa 4,3 Millionen Euro entspricht, ausgestattet, um eine Nationalmannschaft aufzubauen. Ein dreistufiger Plan wurde dabei ins Leben gerufen.
1. Es wurde unmittelbar mit der weltweiten Suche nach Handballspielern britischer Abstammung begonnen.
2. In den Schulen wurde Handball in den Lehrplan integriert.
3. Der Dänische Handballverband (DHF) wurde in das Aufbauprojekt eingebunden.

Im September 2006 wurden acht Männer und drei Frauen ausgewählt, um an dänischen Handballakademien in Aarhus und Oure zu trainieren. Ein erstes Auswahlverfahren begann im Dezember 2006 mit 50 potentiellen Kandidaten, die teilweise aus anderen, nichtolympischen Sportarten, wie Rugby und Netball rekrutiert wurden. Nach verschiedenen Trainingslagern blieben 3 Kandidaten übrig. Diese drei plus sechs Männer, die schon in der Saison 2006/2007 in Dänemark aktiv waren, wurden (zusammen mit vier Frauen) im August 2007 ausgewählt, um an der Handballakademie von Aarhus gefördert zu werden. Bei einem zweiten Auswahlverfahren im Mai 2007 in Nottingham waren insgesamt 4.800 Briten bei den „Sporting Giants“- Ausscheidungen (Teil des „Talent ID programme“) dabei. Teilnahmekriterien waren dabei die Körpergröße, die bei Männern mindestens 1,90 Meter betragen musste, das Interesse an Sport und der gemeinsame Traum von den fünf Ringen. Diese zweite Phase des „Sporting Giants TID programme“ begann mit 180 männlichen Kandidaten, von denen letztlich 16 für ein Trainingslager in Sheffield im Oktober 2007 ausgewählt wurden. Als ein Ergebnis des „Sporting Giants TID programme“ wurden zwölf Männer (und drei Frauen) im Januar 2008 zur weiteren Förderung in Sheffield oder Aarhus ausgewählt. Insgesamt standen 30 Plätze im Förderprogramm in Dänemark in der Saison 2007/2008 zur Verfügung, jeweils für 15 Männer und Frauen. Weitere Spieler, die teilweise schon vor dem Auswahlverfahren im Handball aktiv waren, sind über Europa verteilt und spielen in mehr oder weniger hochklassigen Ligen.
Cheftrainer der britischen Männer-Handballnationalmannschaft war seit 2007 der Däne Carsten Albrektsen. General Manager der British Handball Association ist seit 3. September 2007 Paul Goodwin. BHA-Vorsitzender ist Stevie Neilson. Im Februar 2009 wurde die Position des Cheftrainers erneut ausgeschrieben. Als neuer Cheftrainer wurde einige Wochen später Dragan Djukic vorgestellt.
In Deutschland wurde mit Craig Smith, der beim deutschen Oberligisten Spfr. Hamborn 07 spielte, zunächst ein Torwart für die Nationalmannschaft gefunden. Ab Januar 2008 spielte Smith beim Verbandsligisten HSG Vennikel/Rumeln-Kaldenhausen.
Im Februar 2009 wurde aus finanziellen Gründen das dänische Trainingslager für die Nationalspieler Ciaran Williams, Christopher McDermott, Merlin Braithwaite, Sebastian Prieto, Daniel McMillan und Christopher Mohr beendet. Die Spieler wurden zum deutschen Bundesligisten TUSEM Essen transferiert, um dort Spielpraxis in einer Profiliga zu erhalten.
Im Frühjahr 2011 wurde endgültig die Entscheidung seitens der Britischen Olympic Association getroffen, dass die Mannschaft an den Olympischen Spielen 2012 in London teilnehmen wird. Im olympischen Turnier schieden die Briten nach fünf Niederlagen in der Vorrunde aus.
Anfang 2021 gewährte UK Sport dem Handballverband weitere finanzielle Unterstützung, IHF und EHF unterstützen den Verband zusätzlich. Das von Ricardo Vasconcelos trainierte Team nimmt im November 2021 an der Qualifikationsphase zur Weltmeisterschaft 2023 und damit erstmals seit zehn Jahren wieder an einer derartigen Qualifikation teil.

## Länderspiele
Das neu gegründete Team besiegte im Juli 2007 Neuseeland mit 44:8 und 39:10. Darüber hinaus spielten England und Schottland getrennt bei der EHF Challenge Trophy 2007 in Luxemburg. England gewann gegen Schottland (31:20), Irland (24:17) und Malta (22:19) und verlor gegen Luxemburg (13:41) und die Färöer (17:35). Im Oktober 2008 gab es drei Spiele gegen den Oman, wovon eines gewonnen werden konnte (23:29, 28:22, 20:27). Am 12. Juni 2010 gelang der bislang einzige Sieg in einem Qualifikationsturnier mit 33:32 über Bulgarien in Crystal Palace.